# 岡田陽
岡田 陽（おかだ あきら、1923年3月11日 - 2009年11月26日）は、日本の児童演劇研究者。玉川大学名誉教授。学校劇、演劇教育の専門家。
鳥取県出身。岡田資陸軍中将（戦後、B級戦犯として処刑された）の長男として生まれる。玉川工業専門学校（現玉川大学）卒。玉川学園創立者小原國芳の次女純子（石井漠に師事し、戦後玉川学園で舞踊・リトミック教育者として活動。岡田資を描いた大岡昇平原作・小泉堯史監督の映画『明日への遺言』では子息とその婚約者として登場）と結婚。玉川学園中学部長・高等部長を経て玉川大学教授、文学部次長、名誉教授。在職中は玉川大学文学部芸術学科を創設。演劇専攻、児童専修課程などを創設。長男は教育者岡田洋介、長女は舞踊教育者玉川まや子。2004年日本児童演劇協会賞受賞。多数の学校劇脚本を著し、演劇教育論の海外からの移入に尽力し、演劇関係者（俳優・演劇教育者）を育成した。青山円形劇場建設に際して基本設計に関与した。

## 著書
- 『アンデルセン』玉川こども百科 玉川大学出版部 1953
- 『日本どうわ』玉川こども百科 玉川大学出版部 1953
- 『グリム』玉川こども百科 誠文堂新光社 1954
- 『ドラマと全人教育』玉川大学出版部 1985
- 『子どもの表現活動』玉川大学出版部 1994

### 編纂・共著
- 『玉川学校劇集』全10 編 玉川大学出版部 1952－56
- 『えんげき』編　玉川こども百科 誠文堂新光社 1955
- 『ぼくらの学校』編　玉川こども百科 誠文堂新光社 1960
- 『偉人物語』編　玉川こども百科 誠文堂新光社 1960
- 『演劇と舞踊 玉川教育』岡田純子共編 玉川大学出版部 1964
- 『南ギリシャを行く』編 玉川大学出版部 1973
- 『玉川中学校劇集』全3巻 落合聡三郎共編 玉川大学出版部 1980
- 『新しい学校劇』落合聡三郎共編 玉川大学出版部 1985
- 『子どもの表現と劇遊び』編 フレーベル館 1988
- 『たのしい劇あそび! 子どものいきいきとした活力をひきだす』日本児童福祉協会 1989
- 『学校劇選集』全3巻 落合聡三郎共編 玉川大学出版部 1993
- 『朗読劇台本集』全5巻 編 玉川大学出版部 1996－2002

### 翻訳
- 『アンデルセン童話選集』編 玉川大学出版部 1948 小学図書館叢書
- ジェラルディン・B.シックス『子供のための創造教育』高橋孝一共訳 玉川大学出版部 1973
- メーテルリンク『青い鳥』玉川大学出版部 1975 玉川こども図書館
- ブライアン・ウェイ『ドラマによる表現教育』高橋美智共訳 玉川大学出版部 1977
- ジェラルディン・B.シックス『子供のための劇教育』北原亮子共訳 玉川大学出版部 1978
- メルビン・ホワイト,レスリー・コーガー『朗読劇ハンドブック』大園美友紀共訳 玉川大学出版部 1989

### 作詞
- 「小さい花」「さようならみなさま」（柳沢昭作曲）[6]

## 参考
- 追悼 岡田陽先生[含 略歴]『児童演劇』2010-01-25
- 読売新聞訃報
- 法月敏彦「小原國芳学校劇の100年」